# Забел
Забѐл е село в Западна България. То се намира в община Трън, област Перник.

## География
Село Забел се намира в планински район. В близост до границата със Сърбия. На около 76 км от София.

## История
В стари записи селото е споменавано като Жабел в 1576 г. Името вероятно идва от „забел“ (бранище, дребна гора) и е често срещано като топоним в западните области на България.

## Културни и природни забележителности
Едно предание разказва, че името на селото произлиза от жената, живяла в римската вила наречена „Изабела“. Над селото, северозападно преди гората е имало представителна римска вила от II-IV век, с подово отопление (хипокауст), мозайки и луксозни облицовки. Сградата е унищожена, но все още се намират артефакти от местното население (пръстени, керамика, монети и др.). Проучвана е през 1970-те г. от проф. Димитрина Джонова (НИПК) и Пернишкия музей.
Пак над селото на 1 км североизточно, в местността „Свети Спас“, където е имало оброк, е разкрито и частично проучено римско гробище (некропол с могили и плоски погребения) от II-IV век, принадлежал на античното рударско население, живяло по тези места. Разкопаван е през 1999 – 2003 г. от Василка Паунова и екип от музея в Перник. Многобройните находки оттук (златни обеци, глинени съдове и урни, стъклени чаши, купи и лампи, фибули, накити и монети) сега се пазят в РИМ-Перник.
Чешмата на Забелски хан също вероятно е построена още по римско време. При копаене не е намерен водоизточникът, а водопровод от глинени тръби, засечен на около 500 – 600 м северно в нивите, идващ право от Руй планина. И до днес водата ежедневно тече от масивна каменна основа и корито, през 5 месингови чучура.
- Забелският манастир „Св. Димитър“ е разположен на 2 км северно от село Забел. Той е датиран XIII век, а от началото на XVIII век запустява;[6]
- Връх Руй – на 2 часа и 30 минути северно от село Забел.